# Cissbury

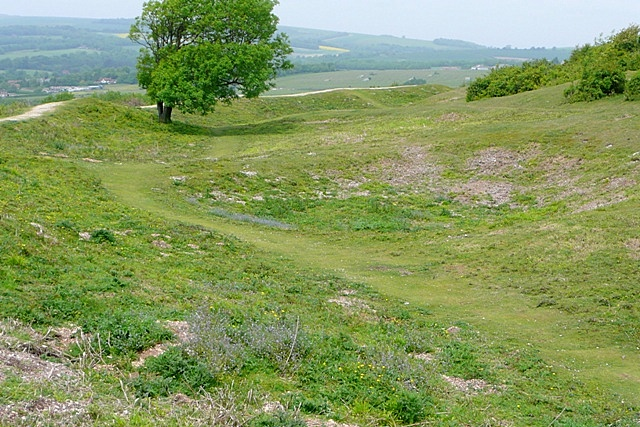
Ein Teil des Ringwalls

Cissbury ist eine eisenzeitliche Befestigung mit Grabhügeln der Glockenbecherkultur und einem Komplex neolithischer Feuersteinminen bei Findon nördlich von Worthing in West Sussex, England.

## Ringwall
Der Cissbury Hill, ein Ausleger der South Downs, ist 184 m hoch. Auf seinem Gipfel liegt das Cissbury Ring (auch Cissbury Camp genannte) Hillfort. Der doppelte Befestigungsring der späten Eisenzeit wird durch zwei Zangentore unterbrochen. Daneben gibt es zwei neuzeitliche Durchbrüche; der größere davon wurde im Zweiten Weltkrieg angelegt, um ein Geschütz in Stellung zu bringen. Die Innenfläche ist nur unzureichend untersucht, war vermutlich aber nicht komplett bebaut. Die Anlage wurde von 300 v. Chr. bis ungefähr zur Zeitenwende genutzt. Manche Forscher vermuten hier einen zentralen Stammessitz. Vermutlich mittelalterliche Ackerterrassen belegen die spätere Nutzung der Innenfläche. Unter Elisabeth I. befand sich hier ein Ausguck und Signalfeuer (Armada beacon), das vor dem Eintreffen der Spanischen Flotte warnen sollte.

## Forschungsgeschichte
Die erste Ausgrabung der Flintminen fand bereits 1867 durch Canon Greenwell und General Augustus Pitt Rivers, damals noch Augustus Lane-Fox statt. Sie scheinen sich auf die Untersuchung der glockenbecherzeitlichen Grabhügel beschränkt zu haben.
1873 grub Ernest Willett eine der Flintminen aus, erreichte jedoch nicht den Boden des Schachtes. 1875 erkundete Pitt-Rivers neun weitere Schächte und legte dabei unter anderem eine frühneolithische Schale der Windmill-Hill-Kultur und ein menschliches Skelett frei.
Es war jedoch erst der Postbeamte John Pull (1899–1960), der nach Ausgrabungen in Blackpatch und Church Hill auch in Cissbury die Struktur der neolithischen Schächte klärte. Grabungen mit einem Team von Freiwilligen fanden 1952 bis 1956 statt. Vier Schächte sowie zahlreiche Schlagplätze wurden freigelegt. In Cissbury wurden vor allem Beile hergestellt.
Die Funde aus Cissbury befinden sich im British Museum und im Museum von Worthing.

## Feuersteinminen

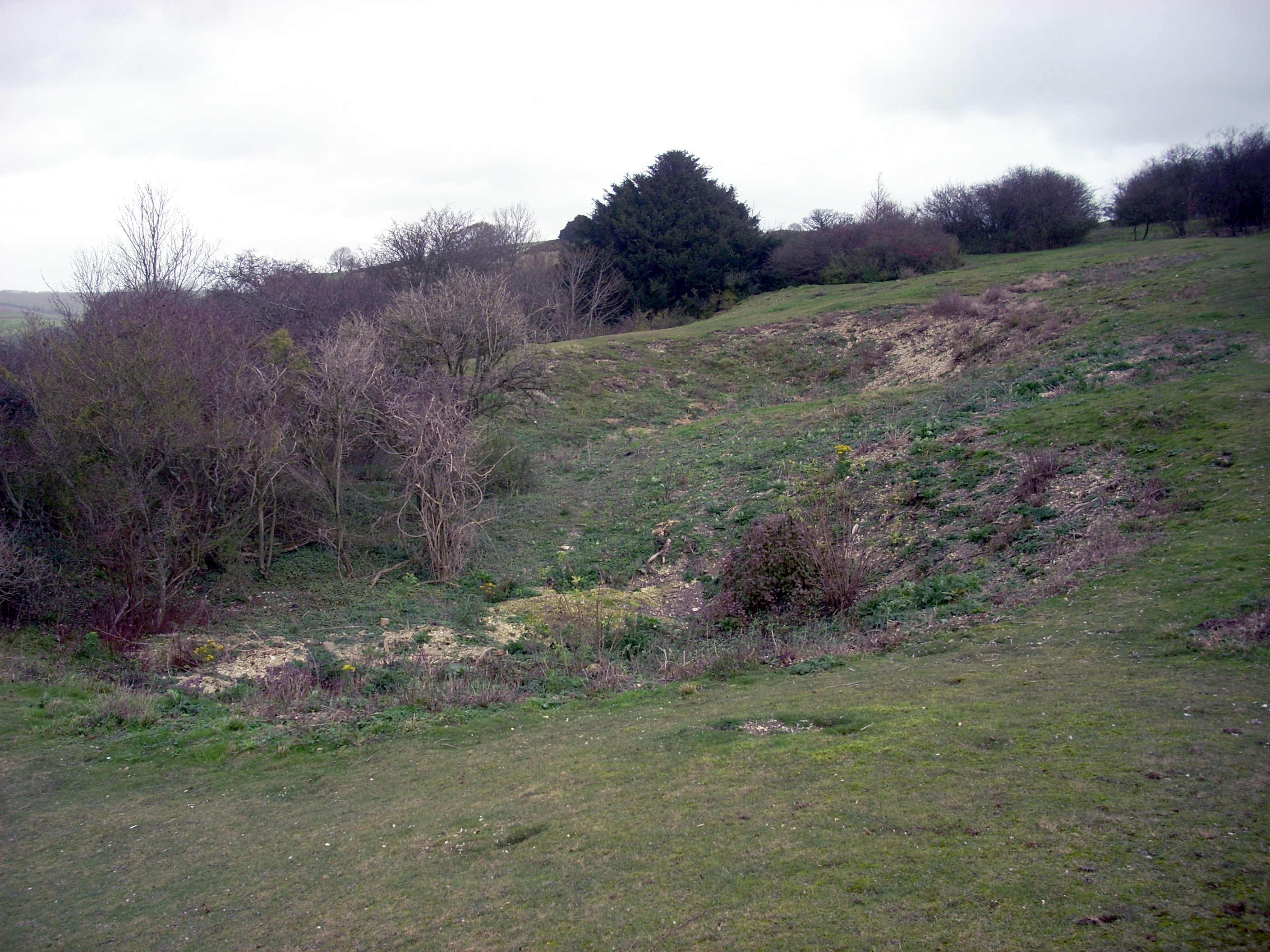
Reste der Feuersteinminen

Die Abraumhalden der Silexminen befinden sich im südlichen Drittel der Befestigung und auf Abhang unterhalb der Wälle. Die Schächte hatten 2–3 Meter Durchmesser und waren 4–5,5 m tief. Auf dem Boden der Schächte zweigten zahlreiche seitliche Galerien ab. Sie wurden mit Geweihhacken gegraben, deren Spuren sich in den Wänden der Gänge finden. Sie wurden nach dem Abbau des anstehenden Flints mit Abraum verfüllt. Die Funde bestanden vor allem aus Geweihhacken, Axtrohlingen und Schlagabfall. Schacht 27 enthielt das Skelett einer ca. 20-jährigen Frau. Es scheint sich dabei nicht, wie ursprünglich angenommen, um das Opfer eines Grubenunfalls, sondern um eine reguläre Bestattung zu handeln.

## Datierung
Die Schalen mit scharfem Umbruch, gekehltem Hals und runden Boden gehören zur frühneolithischen Windmill-Hill Kultur. Diese chronologische Zuweisung wird durch drei Radiokarbondaten unterstützt.
| Labornummer | Datum BP | BC cal (1 sigma) | Probenmaterial           |
| ----------- | -------- | ---------------- | ------------------------ |
| BM-183      | 4720±150 | 3950-3000        | Geweihhacke Grabung Pull |
| BM-184      | 4650±150 | 3800-2999        | Geweihhacke Grabung Pull |
| BM-185      | 4730±150 | 3950-3000        | Geweihspitze             |

Damit reiht sich Cissbury unter die Flintminen von Sussex ein, die bereits zu Beginn des Neolithikums angelegt wurden.